# Ādolfs Bļodnieks
Ādolfs Bļodnieks (Tukums, 24 de juliol de 1889 - Brooklyn 21 de març de 1962) va ser un polític letó que va ocupar el càrrec de Primer Ministre de Letònia entre el 24 de març de 1933 al 16 de març de 1934. Era del Partit dels Nou Farmers.

## Obres
- The Undefeated Nation. Speller & Sons, Nova York. 1960.